# Agar (Dakota Południowa)
Agar – miasto w Stanach Zjednoczonych, w stanie Dakota Południowa, w hrabstwie Sully.